# Marja Ridder

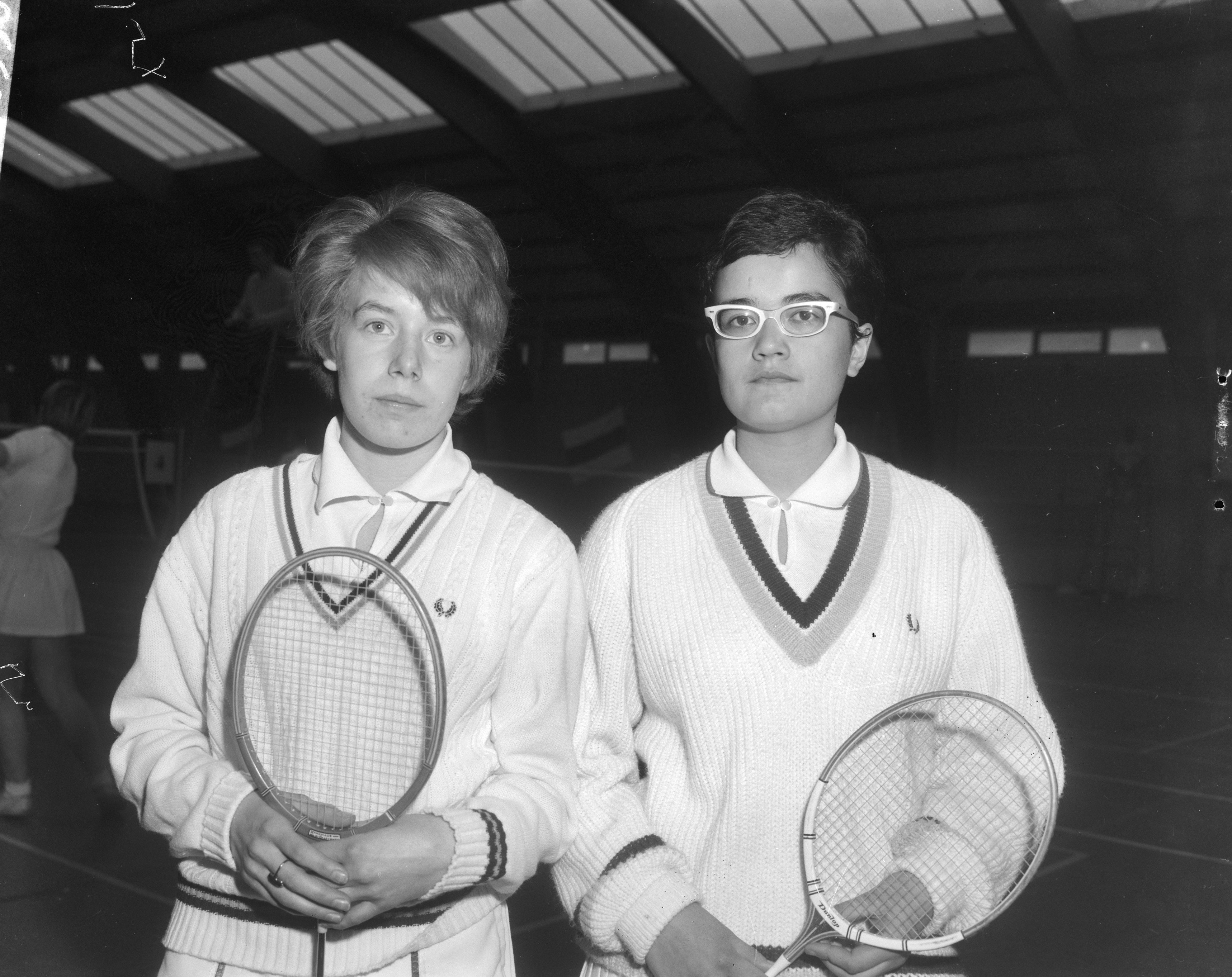
Marja Ridder (links) und Lilly Metz, 1966

Marja Ridder (* um 1940, verheiratete Marja Ravelli) ist eine niederländische Badmintonspielerin. Sie ist nicht zu verwechseln mit Marjan Ridder.

## Karriere
Marja Ridder gewann 1962 ihren ersten niederländischen Meistertitel im Damendoppel mit Imre Rietveld. 1963 und 1964 verteidigten beide den Doppeltitel. 1965 siegte sie im Mixed mit Jos Rijmers, 1966 im Doppel mit Lily ter Metz. Sechs weitere Titel folgten bis 1980. 1975 gewann sie die Irish Open, 1976 die Belgian International.

## Sportliche Erfolge
| Saison | Veranstaltung                      | Disziplin   | Platz | Name                                 |
| ------ | ---------------------------------- | ----------- | ----- | ------------------------------------ |
| 1962   | Niederlande: Einzelmeisterschaften | Damendoppel | 1     | Marja Ridder / Imre Rietveld         |
| 1963   | Niederlande: Einzelmeisterschaften | Damendoppel | 1     | Marja Ridder / Imre Rietveld         |
| 1964   | Niederlande: Einzelmeisterschaften | Damendoppel | 1     | Marja Ridder / Imre Rietveld         |
| 1965   | Niederlande: Einzelmeisterschaften | Mixed       | 1     | Jos Rijmers / Marja Ridder           |
| 1966   | Niederlande: Einzelmeisterschaften | Damendoppel | 1     | Marja Ridder / Lily ter Metz         |
| 1967   | Niederlande: Einzelmeisterschaften | Damendoppel | 1     | Marja Ridder / Agnes Geene           |
| 1970   | Niederlande: Einzelmeisterschaften | Damendoppel | 1     | Marja Ridder / Marjan Luesken        |
| 1973   | Niederlande: Einzelmeisterschaften | Damendoppel | 1     | Marja Ridder / Marjan Luesken        |
| 1974   | Niederlande: Einzelmeisterschaften | Damendoppel | 1     | Marjan Ridder / Agnes van der Meulen |
| 1975   | Niederlande: Einzelmeisterschaften | Mixed       | 1     | Rob Ridder / Marja Ridder            |
| 1975   | Irish Open                         | Mixed       | 1     | Rob Ridder / Marja Ridder            |
| 1976   | Belgian International              | Damendoppel | 1     | Hanke de Kort / Marja Ravelli        |
| 1977   | Czechoslovakian International      | Mixed       | 1     | Rob Ridder / Marja Ridder            |
| 1978   | Niederlande: Einzelmeisterschaften | Mixed       | 2     | Guus van der Vlugt / Marja Ravelli   |
| 1978   | Niederlande: Einzelmeisterschaften | Damendoppel | 2     | Hanke de Kort / Marja Ravelli        |
| 1980   | Niederlande: Einzelmeisterschaften | Damendoppel | 1     | Hanke de Kort / Marja Ravelli        |